# Crantor
Crantor (em grego: Κράντωρ, gen.: Κράντορος; Solos, Cilícia c. 335- c. 276/275 a.C.) foi um filósofo grego da Academia de Platão.

## Vida
Crantor mudou-se para Atenas para estudar filosofia, onde se tornou discípulo de Xenócrates e amigo de Polemo, foi um dos defensores mais ilustres da filosofia da Academia antiga. Como Xenócrates faleceu em 314/3 a.C., Crantor deve ter chegado a Atenas em data anterior a esse ano, mas não sabemos a data de seu nascimento. Ele faleceu antes de Polemo e Crates devido a um edema. Ele deixou sua fortuna, equivalente a doze talentos, para Arcesilau.

## Escritos

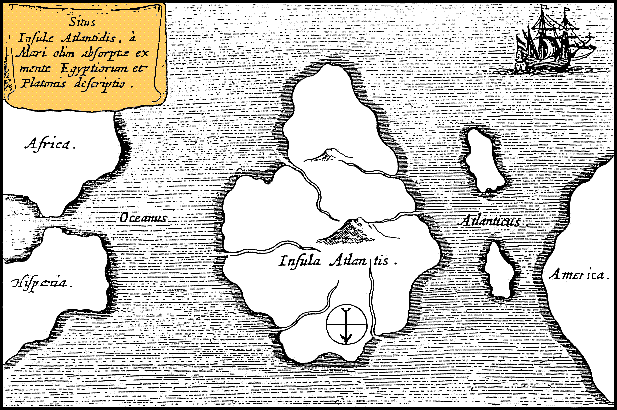
Crantor acreditava que a Atlântida realmente tinha existido.
Mapa de Atlântida segundo Athanasius Kircher, (c.1669)

Seus trabalhos eram muito numerosos. Diógenes Laércio diz que ele deixou para trás Comentários, que consistiam de 30 mil linhas; mas destes apenas fragmentos foram preservados. Eles parecem ter relacionado principalmente aos assuntos morais e, por conseguinte, as aulas de Horácio com Crísipo de Solos como uma filosofia moral, de uma forma que prova que os escritos de Crantor foram muito lidos e geralmente conhecido em Roma naquele momento.
A mais popular das obras de Crantor em Roma parece ter sido a de que Sobre o Sofrimento (em latim: De Luctu, em grego:  Περὶ Πένθους), que foi dirigida a seu amigo Hipócles sobre a morte de seu filho, da qual Cícero tomou muito do seu terceiro livro Tusculan Disputations. O filósofo Panécio de Rodes chamou a obra de Crantor "uma obra de ouro", que merecia ser decorada palavra por palavra.
Cícero também fez grande uso de sua obra enquanto escrevia sua célebre Consolatio sobre a morte de sua filhar, Tullia; e vários trechos que são preservados no tratado de Plutarco sobre Consolação dirigida a Apolônio, que chegou até nós. Crantor dava atenção especial para a ética e ordenava os que considerava as coisas boas na seguinte ordem - a virtude, a saúde, o prazer e as riquezas.
Crantor foi o primeiro seguidor de de Platão que escreveu comentários sobre as obras de seu mestre. Ele também fez algumas tentativas na poesia e Diógenes Laércio diz que, após a selagem de uma coleção de seus poemas, ele as depositou no templo de Atena em sua cidade natal, Solos.
Crantor tratava a história da Atlântida como um fato histórico, ele escreveu comentários sobre cada diálogo de Platão que infelizmente se perderam durante a queda do império, mas Proclo - um filósofo do século IV que teve acesso aos comentários - afirmava que Crantor foi pessoalmente até Saís e perguntou aos sacerdotes sobre a história de Sólon ao que lhe mostraram um pilar com hieróglifos entalhados, que de acordo com os sacerdotes, contavam a história do afundamento da Atlântida.